# China Aviation Industry Corporation

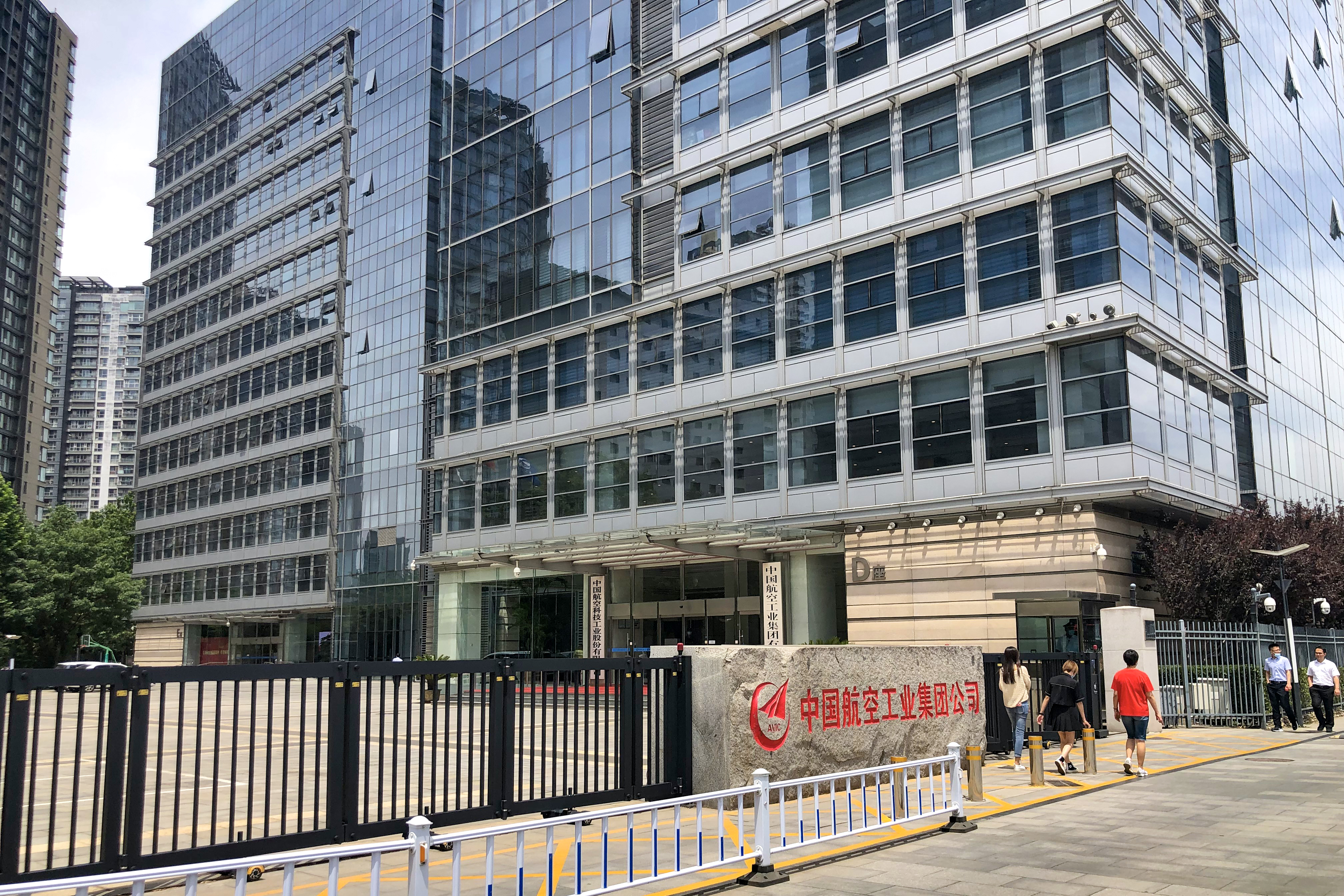
Aviation Industry Corporation (AVIC)

China Aviation Industry Corporation (AVIC) (en chino: 中国航空工业公司) fue un consorcio chino dedicado a la fabricación de aeronaves. El 1 de julio de 1999, el gobierno chino decidió dividir este consorcio en dos empresas, AVIC I, dedicada a la fabricación de aviones de gran tamaño, y AVIC II, que fabrica aviones pequeños y helicópteros. 